# Art Forms of Dimensions Tomorrow
Art Forms of Dimensions Tomorrow ist ein Jazzalbum von Sun Ra and His Solar Arkestra. Die 1961 und 1962 im Choreographers' Workshop, New York, entstandenen Aufnahmen erschienen erstmals 1965 auf Saturn Records; 1992 wurde es auf Compact Disc von Evidence Records vorgelegt, gekoppelt mit Cosmic Tones for Mental Therapy. Am 24. Oktober 2014 wurde das Album u. a. auf dem Label Enterplanetary Koncepts in erweiterter Form wiederveröffentlicht.

## Hintergrund
Das 1961/62 entstandene Album Art Forms of Dimensions Tomorrow gilt als ein wichtiges Werk des Übergangs im Sun Ra-Katalog, schrieb Reissue-Produzent Irwin Chusid; nach seinen Angaben wurde es in zwei Sessions kurz nach dem Umzug des Bandleaders von Chicago nach New York City im Jahr 1961 (mit einem kurzen Zwischenstopp in Montréal) produziert. Art Forms sei eines von etwa einem Dutzend Arkestra-Alben, die aus Aufnahmen, die im Choreographer's Workshop entstanden waren, zusammengestellt wurden. Nach seiner Ankunft in New York machte sich Sun Ra daran, sein musikalisches Repertoire zu erweitern, indem er ältere Jazz- und Bluesformen neu erfand, während er sich den Dimensionen seiner zukünftigen Musik näherte, so Chusid. „Cluster of Galaxies“ und „Solar Drums“ seien modernistische Percussion-Klanglandschaften, die „Ankh #1“ einklammern, eine prahlerische R&B-Überarbeitung eines Stücks Ras aus den späten 1950er-Jahren in Chicago. „The Outer Heavens“, ohne Rhythmusgruppe dargeboten, erinnere stark an den Kammermusikalischen Jazz des Third Stream der Zeit, während „Infinity of the Universe“ ein Perkussions-Bataillon mit donnerndem Piano im tiefen Register ausgleiche. „Lights on a Satellite“ und „Kosmos in Blue“, die beide bei einer früheren Choreographer's Workhop-Session aufgenommen wurden, bringen in das Album Hard-Bop-Elemente ein. Das Stück „Lights“ blieb für den Rest seines Lebens ein fester Bestandteil in Sun Ras Konzertrepertoire.
Wie viele Alben, die in dieser Zeit aufgenommen wurden, wurde Art Forms of Dimensions Tomorrow erst einige Jahre später, 1965, auf Sun Ras Label El Saturn veröffentlicht, obwohl zu diesem Zeitpunkt Repertoire und Konzerte von Sun Ra bereits über konventionelle Jazzformen hinausgegangen waren. Aus heutiger Sicht ist das Album eine der ersten Saturn-Veröffentlichungen mit dem, was in den 1960er-Jahren zu einem Markenzeichen vieler Sun Ra-Aufnahmen wurde: ein „jenseitig“ klingender Hall, für den der Schlagzeuger Tommy Hunter verantwortlich war. Hunter entdeckte diese Möglichkeit eher zufällig, als er ein präpariertes Tonbandgerät während einer Aufwärmphase der Band testete. Er führte ein Kabel vom Ausgang zurück durch den Eingang und erzeugte so eine Rückkopplungsschleife, die durch Einstellen der Lautstärke des Wiedergabereglers geformt werden konnte. Dies kann man auf „Cluster of Galaxies“ und „Solar Drums“ hören. Tommy Hunter war anfangs besorgt, dass Sun Ra wegen der damit erzeugten Kakophonie wütend sein könnte; aber als er es hörte, war der Bandleader davon begeistert. Der Hall wurde zu einem wiederkehrenden Instrument in der Besetzung der Band und ist auf diesem Album als Sun Ras erster Ausflug in die experimentelle elektronische Musik dokumentiert.
Die remasterte digitale Ausgabe von 2014 wurde auf der Basis der Tonbandübertragungen von Michael D. Anderson vom Sun Ra Music Archive erstellt. Die digitale Restaurierung erfolgte durch Michael D. Anderson und Irwin Chusid. Die Edition enthält die komplette Aufnahme von „Cluster of Galaxies“ sowie einen bisher unveröffentlichten Bonustrack aus der Session von 1961, ein Stück in Quartett-Besetzung mit dem Titel „Chicago, Southside“.
„Kosmos in Blue“ ist auf der ursprünglichen Saturn-Veröffentlichung bearbeitet, wurde dann jedoch auf der Evidence- und der 1989  bei Blast First erschienenen Kompilation Out There a Minute ungeschnitten dokumentiert. Auf Blast First trägt das Stück den Titel „Starships and Solar Boats“.

## Titelliste
- Sun Ra: Art Forms of Dimensions Tomorrow (El Saturn Records LP No. 9956)[6]

A1 Cluster of Galaxies
A2 Ankh
A3 Solar Drums
A4 The Outer Heavens
B1 Infinity of the Universe
B2 Lights on a Satellite
B3 Kosmos in Blue

- Sun Ra: Art Forms of Dimensions Tomorrow (Enterplanetary Koncepts)[7]

1. Cluster of Galaxies 3:30
2. Ankh #1 6:02
3. Solar Drums 2:16
4. The Outer Heavens 4:34
5. Infinity of the Universe 7:17
6. Lights on a Satellite 3:11
7. Kosmos In Blue 8:06
8. Chicago, Southside (Previously Unreleased) 6:37

Wenn nicht anders vermerkt, stammen die Kompositionen von Sun Ra.

## Rezeption
Das Album zeigt Sun Ras zunehmende Tendenz, stilistische Inkongruenzen auf Vinyl gegenüberzustellen, um seine Vielseitigkeit zu demonstrieren – oder um unruhige Aufmerksamkeitsspannen (vielleicht seine eigene) unterzubringen, schrieb Irwin Chusid.
Richard Cook und Brian Morton schrieben in The Penguin Guide to Jazz on CD über die Evidence-Edition von 2000; das Art Forms-Material sei rein klanglich um einiges geradliniger als vorangegangene Alben und die Spielweise absolut niveauvoll. Die Band lieferte in „Ankh“ eine hervorragende Darbietung ab, die dampfende Soli von Pat Patrick und dem Posaunisten Ali Hassan enthalte.